# Cadena principal
En ciencia de polímeros, la cadena principal de un polímero es la serie más larga de átomos enlazados covalentemente que en conjunto crean la cadena de la molécula. Esta ciencia divide el estudio de los polímeros en orgánicos, cuya cadena principal consiste de carbonos e inorgánicos, cuya cadena principal contiene únicamente elementos representativos.

Ejemplo de una cadena principal biológica (polipéptido)

En bioquímica, las cadenas principales consisten en la estructura primaria de las macromoléculas. Las cadenas principales de estas macromoléculas biológicas consiste en cadenas centrales de átomos con enlaces covalentes. Las características y el orden de los monómeros en la cadena crean un mapa para las complejas estructuras de los polímeros biológicos. La cadena está relacionada directamente a la función biológica. Las macromoléculas dentro del cuerpo pueden ser divididas en cuatro principales subcategorías, cada una de las cuales están envueltas en diferentes procesos biológicos: proteínas, carbohidratos, lípidos y ácidos nucléicos. Cada una de estas moléculas tiene una cadena principal diferente y está constituida por diferentes monómeros con sus particularidades y funcionalidades. Este en el factor por el cual tienen diferentes estructuras y funciones en el cuerpo. A pesar de que los lípidos tienen una cadena principal, no son verdaderos polímeros biológicos debido a que dicha cadena es consiste en tres átomos de carbono (glicerol) con cadenas laterales más largas. Por esta razón, únicamente las proteínas, los carbohidratos y los ácidos nucleicos se consideran macromoléculas biológicas con cadenas principales poliméricas.

## Características

### Química de polímeros
Las características de una cadena principal dependen del tipo de polimerización: en la polimerización por etapas, la unidad monomérica se vuelve parte de la cadena principal y por lo tanto, esta última es usualmente funcional. Esto incluye a los politiofenos o polímeros de baja brecha de bandas (band gap) en semiconductores orgánicos. En la polimerización en cadena, usualmente aplicada para alquenos, la cadena principal no es funcional, pero es portadora de grupos pendientes o cadenas laterales.
Las características de la cadena principal (como su flexibilidad, grado de ramificación, grado de insaturación, etc.) determinan las propiedades térmicas del polímero (como la temperatura de transición vítrea, Tg). Por ejemplo, en las siliconas, la cadena principal es muy flexible, lo que resulta en una Tg muy baja de -123 °C. Los polímeros con cadenas rígidas son más propensos a la cristalización (como los politiofenos) en capas finas y en solución. La cristalización en consecuencia, afecta las propiedades ópticas de los polímeros, su banda prohibida óptica y los niveles electrónicos.

### Bioquímica
Hay algunas semejanzas y muchas diferencias inherentes a las características de las cadenas biopoliméricas. La cadena principal de cada uno de los tres polímeros biológicos (proteínas, carbohidratos y ácidos nucléicos) está formada a través de reacciones de condensación. En una condensación, los monómeros se enlazan covalentemente a través de la pérdida de pequeñas moléculas, comúnmente agua. Debido a que en un entorno biológico, se condensan a través de complejos mecanismos enzimáticos, ninguna de las cadenas biopoliméricas se forman a través de la eliminación de agua, sino a través de la eliminación de otras moléculas biológicas pequeñas. Cada uno de estos biopolímeros pueden ser caracterizados ya sea como heteropolímeros, que son aquellos que consisten en más de un monómero ordenado en la cadena principal, u homopolímeros, que consisten en únicamente un monómero que se repite. Los polipéptidos y los ácidos nucleicos son los heteropolímeros más comunes mientras que los homopolímeros más comunes son las macromoléculas de carbohidratos como el glucógeno. Esto se debe a que las diferencias químicas entre los nucleótidos y los péptidos determinan sus diversas funciones biológicas mientras que los carbohidratos sólo cumplen la función general de almacenar y entregar energía.

## Perspectiva general de las cadenas comunes

### Química de polímeros
- Alcanos saturados (típicos de polímeros vinílicos).
- Polímeros por etapas (polianilinas, politiofenos). Usualmente poseen derivados heterocíclicos como monómeros como tiofenos, diazoles o pirroles.

Reacción de condensación simplificada entre dos aminoácidos formando una cadena peptídica. Esto ocurre en el ribosoma a través de un mecanismo catalítico que involucra la liberación de tRNA.

- Cadenas de fullerenos.[8]

### Biología

#### Proteínas (polipéptidos)
Las proteínas son moléculas con importancia biológica que juegan un rol integral en la estructura y funcionamiento de virus, bacterias y células eucariotas. Sus cadenas principales se caracterizan por tener enlaces peptídicos (amidas) formados por la polimerización entre un grupo amino de un aminoácido y un grupo carboxilo de otro. Estas secuencias de aminoácidos son traducidas de los ARNm por los ribosomas en el citoplasma de la célula. Los ribosomas tienen actividad enzimática que dirige la reacción de condensación formando el enlace peptídico entre cada aminoácido sucesivo. Esto sucede durante un proceso biológico conocido como traducción. En este mecanismo enzimático, un ARNt enlazado covalentemente actúa como grupo saliente de la reacción de condensación. El nuevo ARNt liberado puede "recoger" otro péptido y volver a participar en la reacción. La secuencia de aminoácidos en la cadena del polipéptido se conoce como la estructura primaria de la proteína. Dicha estructura primaria conduce al plegamiento de la proteína para formar la estructura secundaria, sostenida por los puentes de hidrógeno que se forman entre los oxígenos carbonílicos y los hidrógenos de las aminas en la cadena. Las interacciones posteriores entre los aminoácidos residuales individuales forman la estructura terciaria. Por esta razón, la estructura primaria de los aminoácidos en el polipéptido son los planos de la estructura final de una proteína y, por lo tanto, determinan su función biológica. Las posiciones espaciales de los átomos individuales en la cadena pueden ser reconstruidas a partir de la posición de los carbonos alfa utilizando herramientas computacionales.

Ejemplo simplificado de una condensación mostrando la clasificación alfa y beta. La sacarosa se forma a partir de glucosa y fructosa.

#### Carbohidratos
Los carbohidratos tienen muchas tareas en el cuerpo incluyendo su función como unidades estructurales, cofactores enzimáticos y sitios de reconocimiento en la superficie de la célula. Su función más importante es el almacenamiento de energía y el reparto de esta en rutas metabólicas celulares. Los carbohidratos más simples son azúcares monoméricas llamadas monosacáridos, como la glucosa. Los oligosacáridos (alrededor de 10 monómeros) y los polisacáridos (alrededor de 50,000 monómeros) consisten en monosacáridos unidos en una cadena principal que se caracteriza por un enlace éter conocido como enlace glucosídico. En la formación del glucógeno (el polímero que almacena energía) el enlace glucosídico es formado por la enzima glucógeno sintasa. El mecanismo de esta condensación enzimática no está muy bien estudiado pero se sabe que la molécula UDP actúa como un intermediario y se pierde durante la síntesis. Estas cadenas principales pueden ser lineales (sólo una cadena lineal) o ramificadas (con múltiples cadenas). Los enlaces glucosídicos están denominados como alfa o beta dependiendo de la estereoquímica relativa del carbono anomérico (o del carbono más oxidado). En una proyección de Fischer, si el enlace glucosídico se encuentra del mismo lado o cara que el carbono 6 de un monosacárido biológicamente común, el carbohidrato es nombrado beta, mientras que si está del lado opuesto se denomina alfa. En una estructura de silla, si el enlace se encuentra el mismo plano (ecuatorial o axial) que el carbono 6, se denomina beta, mientras que si se encuentra en el plano contrario, es alfa. Un ejemplo de esto es la sacarosa (azúcar de mesa), que contiene un enlace alfa a la glucosa y beta a la fructosa. Generalmente, los carbohidratos que nuestro cuerpo es capaz de romper poseen enlaces alfa (ejemplo: glucógeno) y los que tienen funciones estructurales poseen enlaces beta (ejemplo: celulosa).

#### Ácidos Nucleicos

Condensación de la adenina y la guanina formando un enlace fosfodiéster.

El ácido desoxirribonucléico (ADN) y el ácido ribonucléico (ARN) son de gran importancia debido a que codifican para la producción de todas las proteínas celulares. Están hechas de monómeros llamados nucleótidos, que consisten en una base orgánica: Adenina (A), Guanina (G), Citosina (C) y Tirosina (T) o Uracilo (U), una azúcar pentosa y un grupo fosfato. Tienen cadenas principales en las cuales el tercer carbono de la ribosa está conectado al grupo fosfato por un enlace fosfodiéster. Este enlace es formado a través de la ayuda de un tipo de enzimas llamadas polimerasas. En estas reacciones enzimáticas, todos los nucleótidos involucrados tienen una ribosa trifosforilada, la cual pierde un grupo pirofosfato para formar el enlace fosfodiéster. Esta reacción se lleva a cabo por el gran cambio en la energía libre asociada a la liberación del pirofosfato. La secuencia de bases en la cadena de ácidos nucleicos también se conoce como estructura primaria. Los ácidos nucleicos pueden tener una longitud de millones de nucleótidos dando lugar a la diversidad genética de la vida. Las bases sobresalen de la cadena pentosa-fosfato en el ADN y se unen mediante puentes de hidrógeno en pares con su pareja complementaria (A con T y G con C). Esto crea una doble hélice con cadenas de pentosa-fosfato en cada lado formando una estructura secundaria.